# Якун Слепой

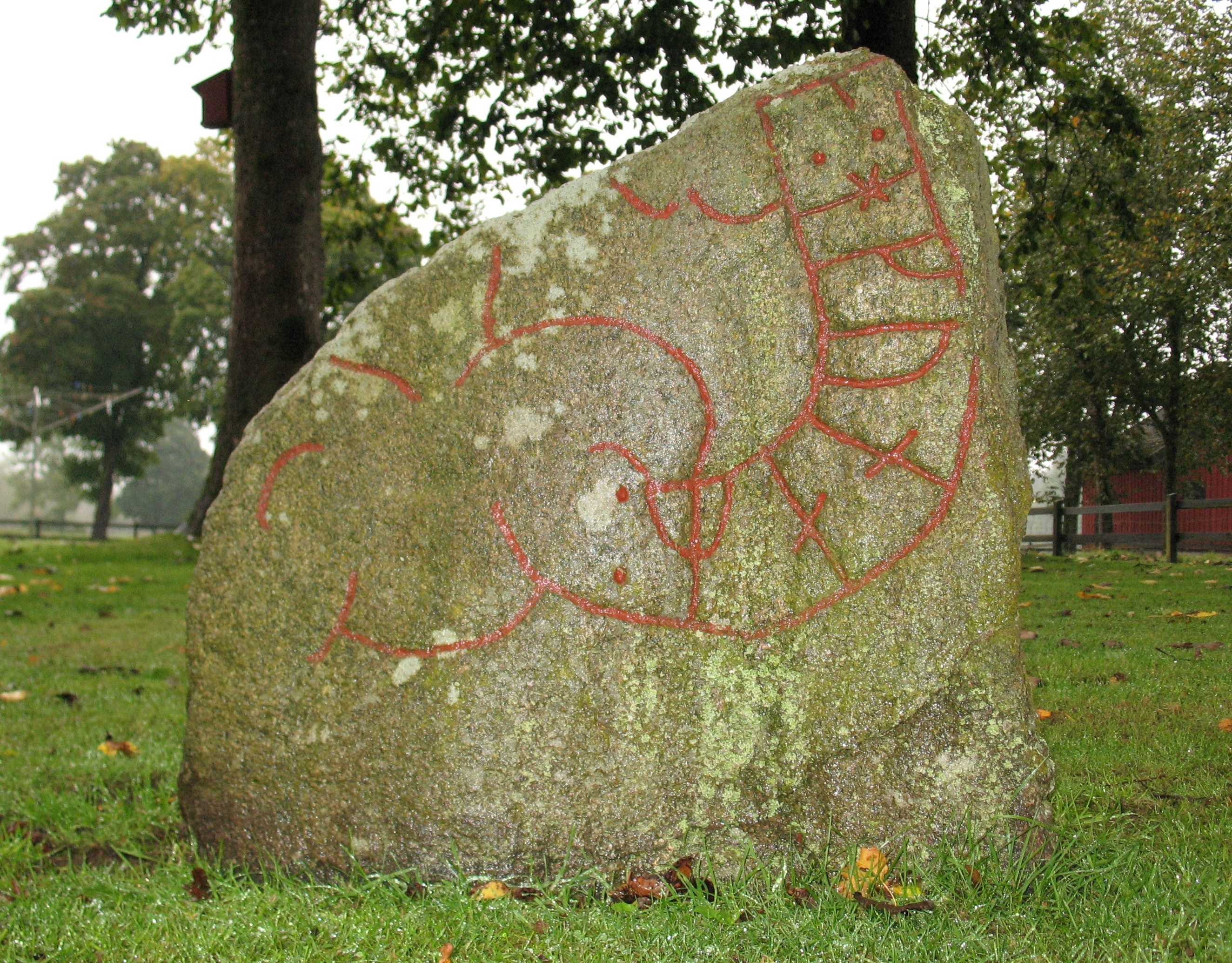
Рунический камень из Смоланда, содержащий упоминание о «ярле Хаконе»

Яку́н Слепо́й (др.-рус. Якунъ, Акунъ, от др.-сканд. Hakon, Hakun) — варяг (варяжский витязь), предводитель отряда варягов, который возглавлял киевскую дружину в битве при Листвене, предположительно дядя или дед Шимона Африкановича.

## Исторические сведения
Якун упоминается в древнерусских летописях и в Киево-Печерском патерике. Согласно Повести временных лет, Ярослав Мудрый, в связи с политической борьбой со своим братом Мстиславом Храбрым, послал в 1024 г. за море за варягами. Из-за моря и пришёл Якун с варягами на помощь Ярославу. Летописец отмечает, что Якун «слѣпъ, и луда у него златомъ истькана». С приходом Якуна киевский князь Ярослав пошёл войной на Мстислава. В свою очередь Мстислав услышав про это, направился со своей дружиной к Листвену. В этом месте и произошла битва между ними — «сѣча сильна и страшна». С одной стороны участниками были северяне (черниговцы) и дружина (тьмутараканцы) Мстислава, а с другой варяги во главе с Ярославом и Якуном. В этом бою Ярослав потерпел поражение и бежал. Вместе с ним бежал и Якун, потеряв свою золотую луду (см. ниже) на поле брани. Ярослав вернулся в Новгород, а Якун ушёл за море. В некоторых летописях ещё и дополняется тем, что Якун после ухода за море там и умер.
В Киево-Печерском патерике о нём говорится несколько раз. Вначале Якун упоминается как брат варяжского князя Африкана. Дальше идёт пересказ летописных данных: «иже отбѣже от золотыа руды, бияся полком по Ярославе с лютым Мъстиславом». Затем Якун выступает как гонитель сыновей Африкана (Фрианда и Шимона), которым пришлось на Русь отправиться ко двору Ярослава Мудрого. От Шимона производили свой род Вельяминовы, Воронцовы, Аксаковы и некоторые другие дворянские роды.

## Прозвище «Слепой»
Прозвище Якуна «Слепой» происходит из трактовки летописного текста — «и бе Якунъ слепъ». В таком контексте прочитал автор патерика епископ Симеон, первым дав Якуну прозвище «Слепой». Помимо данного отрывка, была полемика и вокруг названия «луды» — под этим названием понималась маска, повязка, верхняя одежда, плащ и т. д. В Густынской летописи Якун также назван Слепым, но под лудой понимается златотканная одежда.

### Дореволюционная полемика
У В. Н. Татищева по поводу Якуна отмечается, что он был слаб глазами и имел золотую завеску на глазах. Н. М. Карамзин был солидарен с В. Н. Татищевым, только называя луду повязкой. Н. П. Ламбин первым стал сомневаться в правильности слова «слѣпъ», использованного летописцем. Он возражал против того, чтобы считать Якуна слепым, так как все его действия противоречат этому. Скорее предположить, что «слѣпъ» — это результат искажения переписчиков, и вернее было бы читать «сь лѣпъ», то есть «красив», как и под лудой понимать верхнюю одежду, а не повязку.
Далее были те, кто принимал поправку Н. П. Ламбина, и были те, которые возражали ему. С. М. Соловьёв считал обоснованной трактовку «слепъ» как «слепой», но был согласен с тем, что под лудой нужно понимать верхнюю одежду. Помимо этого, он не исключал такую возможность, как буквальное прочтение летописцем скандинавского имени Hakon — «одноглазый». М. С. Грушевский соглашался с предложенным Н. П. Ламбиным трактовкой летописного текста. А. А. Шахматов напротив, возражал против такого осмысления, считая верным «слѣпъ», но понимал под лудой маску.

### Советская и современная полемика
Дискуссия вокруг прозвища продолжалась и дальше, однако сторонников прежней трактовки (от «слѣпъ») уже было не так много. В советское время её поддерживали Д. И. Абрамович, А. Поппэ и др. Однако возобладала точка зрения Н. П. Ламбина о «сь лѣпъ», её поддержали как старые исследователи Д. С. Лихачёв, О. Прицак, так и современные Е. В. Пчёлов, А. А. Гиппиус, С. М. Михеев, А. А. Шайкин.
И. Н. Данилевский поддержал версию Н. П. Ламбина, но сделал некоторое уточнение. По его мнению, указательное уточнение «сь» («сь лѣпъ» — «слѣпъ») было нужно летописцу для игры слов, вкладывая тем самым символический смысл в летописный рассказ о битве под Лиственом — Ярослав «хромец» и Якун «слепец».

## Происхождение
Ни в летописях, ни в патерике ничего не сказано о происхождении Якуна. Тем не менее историки не оставляют попыток отождествить его с одной из фигур, известных по скандинавским сагам. Так, Г. З. Байер считал Якуна сыном шведского короля Олафа. Ф. А. Браун не сомневался в шведском происхождении Якуна и Африкана. О. Прицак предположил, что летописного Якуна можно отождествить с норвежским ярлом Хаконом Эйрикссоном (ум. 1029 г.), сыном норвежского правителя Эйрика, который упоминается у Снорри Стурлусона. С этим предположением согласны современные исследователи С. М. Михеев, Е. Кабанец и др.
С. М. Михеев, в частности, поддерживает версию тождества Якуна с Хаконом, указывая также на то, что в год Лиственской битвы Хакона не было в Норвегии, и о судьбе его в это время известно мало; на то, что в сагах подчеркивается красота Хакона (а Якун «сь лѣпъ»); и наконец на то, что в трех сагах упоминается о золотой повязке, которыми были перетянуты его волосы (Якун в битве при Листвене теряет «золотую луду»).
А. Г. Кузьмин выводил имя Якун из кельтского Aconius/Acuinus.

## Потомки
Согласно родословцам, от Якуна происходит дворянский род Якуниных. Родословная Беклея Фёдорова Якунина, составленная в 1625 году, называет внуком Якуна Шимона Африкановича Якунина, который в Киево-Печерском патерике назван племянником Якуна Слепого. Таким образом, наряду с безусловностью наличия на Руси рода, происходящего от Якуна, следует отметить отсутствие каких-либо однозначных свидетельств о его потомстве. Источники сходятся на том, что сыном Шимона был боярин Георгий Шимонович, от которого прослеживают свою родословную Якунины, Вильяминовы, Воронцовы и ещё ряд дворянских родов.
В Норвегии у Якуна осталась дочь Бодиль, вышедшая замуж за датского ярла Ульфа Галисифарера, их потомки стали основателями Шлезвигской династии.

## В художественной литературе
- Судьбе Якуна посвящена баллада А. К. Толстого «Гакон Слепой» (1870).
- Как ярл Якун, военачальник Ярослава Мудрого, выступает в историческом романе А. П. Ладинского «Анна Ярославна — королева Франции»] (1973).
- В фантастической повести Е. Лукина «Катали мы ваше солнце» Гакона Слепого (он же Гакон Золотая Луда) и его дружину варягов призывает на помощь князь Всеволок для войны против брата Столпосвята. Впрочем, битва не состоялась и варяги ушли.